# Flúor sistémico
El flúor sistémico describe aquellos compuestos que contienen flúor que se administran por vía oral, desde donde llega al tubo digestivo y es absorbido, pasando al torrente circulatorio para su difusión a los tejidos de los dientes en desarrollo.
Puede administrarse en forma de comprimidos (con dosis ajustadas a cada edad), o bien a través de ciertos alimentos y bebidas (leche, sal, agua,...). Para no llevar a un exceso en su consumo, es preciso conocer el nivel de flúor a las aguas potables de una determinada localidad, ya que el flúor en exceso puede dar lugar a una alteración dental denominada fluorosis.
- Datos: Q5863399